# Доме, слатки доме
Доме, слатки доме је југословенска телевизијска хумористичка серија. Снимљена је 1988. године, у режији Ненада Опалића и продукцији Радио телевизија Београд. Серија има 10 епизода и позната је и као Киза и Комина. Премијерно је приказивана од 6. јануара до 10. марта 1989. године.

## Кратак опис
Цикота долази код Супер Хика да изнајми стан и већ тада долази до разних комичних ситуација.
Киза и Комина са Цилетом шверцују и препродају разну робу како би дошли до новца...

## Списак епизода
| Редни број | Назив епизоде            | Прво приказивање  |
| ---------- | ------------------------ | ----------------- |
| 1.         | Веридба                  | 6. јануар 1989.   |
| 2.         | Ви и ваша беба           | 13. јануар 1989.  |
| 3.         | Обична ноћ               | 20. јануар 1989.  |
| 4.         | Дивљи брак               | 27. јануар 1989.  |
| 5.         | Обрачун код О. К. Корала | 3. фебруар 1989.  |
| 6.         | Стан                     | 10. фебруар 1989. |
| 7.         | Заушке                   | 17. фебруар 1989. |
| 8.         | Комина одлепио           | 24. фебруар 1989. |
| 9.         | Позив за војску          | 3. март 1989.     |
| 10.        | Вукашин                  | 10. март 1989.    |

## Улоге
| Глумац                 | Улога                                        |
| ---------------------- | -------------------------------------------- |
| Бранко Видаковић       | Цикота (10 еп. 1989)                         |
| Војка Ћордић-Чавајда   | Зага (10 еп. 1989)                           |
| Драган Петровић Пеле   | Маркс (10 еп. 1989)                          |
| Весна Станојевић       | Микица (10 еп. 1989)                         |
| Боривоје Кандић        | Геније (10 еп. 1989)                         |
| Татјана Венчеловски    | Мала (10 еп. 1989)                           |
| Слободан Бода Нинковић | Киза (10 еп. 1989)                           |
| Ратко Танкосић         | Комина (10 еп. 1989)                         |
| Ташко Начић            | Суперхик (8 еп. 1989)                        |
| Мира Бањац             | Цица (8 еп. 1989)                            |
| Драгомир Станојевић    | Мустанг (4 еп. 1989)                         |
| Младен Андрејевић      | Милиционер Стојан (1 еп. 1989)               |
| Жељка Башић            | Ружа (1 еп. 1989)                            |
| Славко Штимац          | Милицајац Столе (1 еп. 1989)                 |
| Боро Беговић           | Вукашин (1 еп. 1989)                         |
| Драгомир Бојанић Гидра | Мирољуб, газда кафане „Мустанг“ (1 еп. 1989) |
| Милутин Бутковић       | Доктор (1 еп. 1989)                          |
| Драгомир Чумић         | Син Васић (1 еп. 1989)                       |
| Весна Ђапић            | Дара (1 еп. 1989)                            |

 Остале улоге  ▼
| Глумац                  | Улога                                  |
| ----------------------- | -------------------------------------- |
| Симонида Ђорђевић       | Деса, конобарица (1 еп. 1989)          |
| Драгомир Фелба          | Отац Васић (1 еп. 1989)                |
| Марко Јанковић          | Доктор (1 еп. 1989)                    |
| Дубравко Јовановић      | Марксов брат (1 еп. 1989)              |
| Никола Јовановић        | Човек у кафани (1 еп. 1989)            |
| Татјана Лукјанова       | Комшиница (1 еп. 1989)                 |
| Даница Максимовић       | Сека (1 еп. 1989)                      |
| Раде Марјановић         | Јовић, млађи инспектор (1 еп. 1989)    |
| Милутин Мићовић         | Порезник 2 (1 еп. 1989)                |
| Живојин Жика Миленковић | Проф. Влаисављевић (1 еп. 1989)        |
| Јован Никчевић          | Лажни порезник (1 еп. 1989)            |
| Ванеса Ојданић          | Жена у кафани (1 еп. 1989)             |
| Бранка Петрић           | Рамула (1 еп. 1989)                    |
| Рајко Продановић        | Шабан, Циганин (1 еп. 1989)            |
| Миомир Радевић Пиги     | Фића (1 еп. 1989)                      |
| Ненад Радуловић         | Купац фармерки (1 еп. 1989)            |
| Јелисавета Сека Саблић  | Меланија, жена Мирољубова (1 еп. 1989) |
| Љубица Шћепановић       | Касирка, у радњи (1 еп. 1989)          |
| Љиљана Шљапић           | Васићева снаха (1 еп. 1989)            |
| Славко Штимац           | Милиционер (1 еп. 1989)                |
| Оливера Викторовић      | Мица, Циганка (1 еп. 1989)             |
| Миња Војводић           | Порезник 1 (1 еп. 1989)                |
| Драган Зарић            | Џодић (1 еп. 1989)                     |

Комплетна ТВ екипа  ▼
| Редитељ              | Милутин Петровић     | (10 еп. 1989)                                 |
| Сценариста           | Споменка Ковач       | (10 еп. 1989)                                 |
| Сценариста           | Ненад Опалић         | (10 еп. 1989)                                 |
| Продуцент            | Ненад Романо         | продуцент (10 еп. 1989)                       |
| Продуцент            | Божидар Вујошевић    | извршни продуцент (10 еп. 1989)               |
| Композитор           | Раде Булатовић       | (10 еп. 1989)                                 |
| Композитор           | Милутин Петровић     | (непознат број епизода)                       |
| Директор фотографије | Предраг Бамбић       | (непознат број епизода)                       |
| Монтажер             | Наташа Николић       | (непознат број епизода)                       |
| Сценограф            | Јасна Драговић       | (непознат број епизода)                       |
| Уметнички директор   | Александар Николић   | (непознат број епизода)                       |
| Костимограф          | Ивана Королија       | (непознат број епизода)                       |
| Одсек за шминку      | Љиљана Обрадовић     | шминкер (непознат број епизода)               |
| Одсек за шминку      | Татјана Ранчић       | шминкер (непознат број епизода)               |
| Менаџер продукције   | Мирослав Мајсторовић | директор филма (10 еп. 1989)                  |
| Помоћник режије      | Љубомир Пена         | помоћник редитеља (непознат број епизода)     |
| Одсек за костим      | Мариана Чавајда      | асистент костимографа (непознат број епизода) |
| Остала екипа         | Милан Делчић         | драматург (10 еп. 1989)                       |